# Късоопашато бодливо свинче
Късоопашатите бодливи свинчета (Coendou rufescens), наричани също амазонски или планински бодливи свинчета, са вид дребни бозайници от семейство Дървесни бодливи свинчета (Erethizontidae).
Срещат се в горите на Андите, главно в Колумбия, но също и в Еквадор, Перу и Боливия, най-често на надморска височина между 1500 и 3000 метра. Живеят по дърветата и са активни през нощта.